# MONKEY MAJIK
몽키매직(영어: Monkey Majik)은 캐나다인과 일본인으로 구성된 일본 AVEX 소속 남성 록 밴드이다.

## 개략
2000년 아오모리현에서 결성하여, 2002년에 센다이시에서 한정 발매한 인디즈(indies, 자주 제작) 앨범 "TIRED"로 이야기됐다. 그 뒤도 인디즈로 CD를 발매하면서 인지도를 얻어서, 2006년 1월 18일 싱글 "fly"로 메이저 데뷔했다. 다음 싱글인 "Around The World"는 SMAP의 카토리 싱고 주연 드라마 "서유기"의 주제가로 뽑히어 오리콘 4위를 기록했다. 이 노래는 사카이 마사아키가 주연하여 구미 각국에서도 인기가 좋던 드라마 "서유기"의 주제가였다.
일본에서는 흔히 모마지(モマジ)의 약칭으로 부른다. 밴드 이름은 일본의 인기 록 밴드인 고다이고가 1979년에 발매한 "Monkey Magic"에서 유래하였다. 보컬리스트인 메이너드(Maynard)는 고다이고를 신(神)이라 부르며 존경하고 있다. 그는 오다 가즈마사의 음악도 좋아한다.
메이너드는 일본어도 능숙해, 노래도 영어와 일본어로 한다. 남동생인 블레이즈(Blaise)의 통역도 한다.

## 구성원
- 메이너드 플랜트 (Maynard Plant) : 보컬, 기타 (캐나다 출신)
- 블레이즈 플랜트 (Blaise Plant) : 기타, 보컬 (캐나다 출신)
- 기쿠치 다쿠야(菊池 拓哉) : 드럼 (미야기현 센다이시 출신)
- DICK : 베이스 기타 (홋카이도 삿포로시 출신)

## 작품 목록

### 싱글
- fly (2006년 1월 18일)
- Around The World (2006년 2월 22일)
- フタリ (두 사람, 2006년 10월 4일)
- Picture Perfect (2007년 2월 7일) - m-flo와의 공동기획 싱글.
- Together／あかり／Fall Back (2008년 4월 23일)

### 앨범

#### 정규 앨범
- thank you (2006년 5월 24일)
- 空はまるで (하늘은 마치, 2007년 7월 25일)
- TIME (2008년 9월 3일)
- WESTVIEW (2011년 2월 2일)

#### 인디즈 앨범
- TIRED (2002년 5월 13일) - 센다이시 한정 발매
- SPADE (2003년 9월 24일)
- Lily (2005년 2월 9일)
- Get Started (2005년 4월 13일)
- PREMIUM BOX (2005년 7월) - 통신 판매 한정
- eastview (2005년 9월 21일)
- BEST 2000 - 2005 (2006년 3월 8일) - 인디즈 베스트 앨범